# Nehalem
Nehalem — микроархитектура процессора для ядра Bloomfield в исполнении LGA 1366 и для ядра Lynnfield в исполнении LGA 1156 соответственно. Микропроцессоры выпускались под торговыми марками Core i5 и Core i7.

## Архитектура

Микроархитектура Intel Nehalem в 4-ядерной реализации

Микроархитектура Nehalem построена на базе Core (микроархитектура), но содержит такие кардинальные изменения, как:
- Встроенный контроллер памяти, поддерживающий 2 или 3 канала DDR3 SDRAM или 4 канала FB-DIMM.
- Новая шина QPI, пришедшая на смену шине FSB (только в процессорах для LGA 1366; процессоры для LGA 1156 используют шину DMI).
- Возможность выпуска процессоров со встроенным графическим процессором (в бюджетных решениях на базе 2-ядерных процессоров).
- В отличие от Kentsfield и Yorkfield, которые состоят из двух кристаллов по 2 ядра в каждом, все 4 ядра Bloomfield находятся на одном кристалле.
- Добавлен кэш 3-го уровня.
- Добавлена поддержка Hyper-threading (организация 2 логических ядер из 1 физического)[источник не указан 683 дня].

Процессоры Nehalem содержат не менее 731 млн транзисторов, что на 10 % меньше, чем у процессоров Yorkfield. Но площадь кристалла значительно увеличилась по сравнению с предшественником — с 214 до 263 мм².
Первые процессоры Nehalem основаны на том же 45-нм техпроцессе, что и Penryn.

## Будущее архитектуры
В соответствии с заявлениями компании Intel, процессоры Nehalem будут производиться до конца 2009 года. В начале 2010 компания планирует показать первые Westmere-процессоры, основанные на 32-нм технологическом процессе.

### Westmere
Решения на основе микроархитектуры Westmere производятся с соблюдением норм 32-нм техпроцесса. Это должно снизить как стоимость изготовления процессоров, так и потребляемую мощность. Осуществлена доработка решений, впервые применённых в микроархитектуре Nehalem. Благодаря более тонкому техпроцессу площадь кристаллов будет меньше, что позволит увеличить количество ядер.
Первый представитель новой микроархитектуры — Clarkdale, который обладает двумя ядрами и интегрированным графическим ядром, производимым по 45-нм техпроцессу, что избавит от интегрированной графики в системной логике. Процессоры на основе дизайна Clarkdale созданы в исполнении LGA1156, но для реализации интегрированной графики требуется специальные наборы системной логики, в них входят Intel H55, Intel H57 и Intel Q57. Это решение заменило собой процессоры на основе Wolfdale (Core 2 Duo). Продукты на основе дизайна ядер Clarkdale поступили в открытую продажу 7 января 2010 года.
Потом в серийное производство вошел флагманский дизайн ядер данной микроархитектуры — Gulftown, он обладает шестью ядрами, двенадцатью потоками, 12 Мбайт общего кэша третьего уровня, системной шиной QuickPath Interconnect, но несмотря на это, его энергопотребление не превышает 130 Вт. Он требует разъём LGA1366 и набор системной логики Intel X58 Express. Фактически этот дизайн представляет собой полтора чипа с дизайном Bloomfield (Core i7) на одной подложке, произведенной с соблюдением норм 32-нм техпроцесса. Этот дизайн ядер является первым, который перешагнул за психологическую отметку — один миллиард транзисторов. Он обладает 1,17 млрд транзисторов, однако за счет 32-нм техпроцесса его площадь осталась в разумных пределах — 248 мм². На основе этого дизайна вышел процессор Core i7 980X Extreme Edition с частотой 3333 МГц и Core i7 970 с частотой 3200 МГц (3 квартал 2010 года), а также Core i7 990X Extreme Edition с частотой 3466 МГц (1 квартал 2011 года). Процессоры на основе дизайна ядер Gulftown поступили в открытую продажу 16 марта 2010 года.

## Поддержка операционных систем
Процессоры Nehalem поддерживаются большинством современных операционных систем, работающих на платформе x86-64. Расширенная поддержка Nehalem в Solaris 10 введена с релиза 5/09, в CentOS с версии 4.7.